# Завод Volkswagen в Вольфсбурге
Завод Volkswagen в Вольфсбурге — всемирная штаб-квартира Volkswagen Group и одно из крупнейших производственных предприятий в мире. В 2015 году завод в Вольфсбурге произвёл 815 тысяч автомобилей. На этом предприятии также производятся колбаски карривурст Volkswagen.

## Производимые автомобили
- Volkswagen Golf
- Volkswagen Golf Sportsvan
- Volkswagen Golf R
- Volkswagen Golf GTI
- Volkswagen Golf GTE
- Volkswagen e-Golf
- Volkswagen Touran
- Volkswagen Tiguan
- SEAT Tarraco